# Свадьба Лины
«Свадьба Лины» (норв. Jentespranget) — норвежский фильм 1973 года режиссёра Кнуд Лейф Томсен по повести Сигбьёрна Хёльмебака.
Фильм-участник Московского кинофестиваля (1973), исполнительница главной роли актриса Ингерид Вардунд получила приз «За лучшую женскую роль».

## Сюжет
Лине с маленького рыболовецкого хутора за тридцать. Она осталась незамужней. Сильная женщина, которая вынуждена выполнять мужскую работу и быть тягловым животным, чтобы прокормить себя и своих престарелых родителей. Давно смирившаяся с судьбой, равнодушная, втянувшаяся в непреодолимый ритм здешнего распорядка жизни. Встает спозаранку, косит, чистит хлев, в очередь с другими ездит за почтой, где старичок почтальон по-хамски заигрывает с ней, приглашая ее заглянуть ненадолго в пустой амбар. Она тоскует и тайком мечтает о муже и детях, понимая, что это неисполнимая мечта.
Однажды на хутор, спустя 20 лет, возвращается из Америки Гилберт, её юношеская любовь. Решив, что это её шанс Лина начинает борьбу за него, хотя и понимает, что это суррогат мужчины — с годами он стал алкоголиком, слизняк, жалкий, обреченный неудачник. И даже победив в схватке за него с Элизабет, она проиграет… и это начало жуткого конца. Вскоре она беременеет, и дело наконец-то идет к появлению ребёнка и свадьбы, но мечте Лины не суждено сбыться.

## В ролях
- Ингерид Вардунд — Лина
- Рой Бьёрнстад — Гилберт
- Эдит Карлмар — мать Лины
- Вегард Халл — отец Лины
- Ева фон Ханно — Элизабет
- Пер Кристенсен — Торвальд
- Метте Ланге-Нильсен — жена Торвальда
- Рольф Сёдер — Элдред, трубачист
- Арне Ли — почтальон
- Эйлиф Арманд — священник

## Критика
Игра Ингерид Вардунд, — может быть, самое примечательное в картине. Не случайно актриса была удостоена приза VIII Московского фестиваля за лучшее исполнение женской роли. Опытная драматическая артистка, с большим репертуаром, от Стриндберга до Чехова, от Шиллера до Ионеско, она отчетливо, штришок за штришком, выписывает стадии крушения характера.— Виктор  Демин

## Фестивали и награды
- 1973 — 8-й Московский международный кинофестиваль — Приз «За лучшую женскую роль» актрисе Ингерид Вардунд.